# Zofia Pietruska
Zofia Gracjanna Pietruska z domu Przełucka (ur. 22 października 1929 w Lublinie, zm. 27 marca 2012) – polska naukowiec, lekarz, doktor habilitowany nauk medycznych.

## Życiorys
Ukończyła gimnazjum w Zamościu, a następnie liceum Akademii Zamojskiej. W 1954 ukończyła studia na kierunku lekarskim na Akademii Medycznej w Lublinie. W 1955 rozpoczęła z nakazu pracę w I Klinice Chorób Wewnętrznych Akademii Medycznej w Białymstoku na stanowisku asystenta. W 1965 na podstawie pracy doktorskiej pt. „Metody oznaczania i wartości prognostyczne properdyny” uzyskała stopień naukowy doktora nauk medycznych. W 1981 na podstawie osiągnięć naukowych i złożonej rozprawy „Dopełniacz i jego składniki w wybranych chorobach z autoagresji” uzyskała stopień naukowy doktora habilitowanego nauk medycznych. Posiadała specjalizację II stopnia z chorób wewnętrznych.
W 1980 była współtwórcą Kliniki Endokrynologii AMB. Stworzyła i przez wiele lat pełniła funkcję kierownika Zakładu Immunopatologii AMB.
Odznaczona Krzyżem Kawalerskim Orderu Odrodzenia Polski, Złotym Krzyżem Zasługi oraz odznaką „Za wzorową pracę w służbie zdrowia”.